# Förening 9
Förening 9 (finska: Yhdistys 9) var en kvinnoförening som var verksam 1966–1970 i Finland.
Förening 9 bildades som en följd av 1960-talets könsrollsdebatt. Föreningen krävde bland annat fri abort, särbeskattning av makar, organiserad barndagvård och bättre möjligheter till föräldraledighet. Efter att debatten i slutet av 1960-talet gått i en statsorienterad riktning upplöstes Förening 9 och kvinnofrågorna integrerades i politiska partier och organisationer. De reformer som Förening 9 krävde förverkligades åtminstone delvis under förra hälften av 1970-talet.